# Saint-Sigismond-de-Clermont
Saint-Sigismond-de-Clermont – miejscowość i gmina we Francji, w regionie Nowa Akwitania, w departamencie Charente-Maritime.
Według danych na rok 1990 gminę zamieszkiwało 107 osób, a gęstość zaludnienia wynosiła 20 osób/km² (wśród 1467 gmin regionu Poitou-Charentes Saint-Sigismond-de-Clermont plasuje się na 883. miejscu pod względem liczby ludności, natomiast pod względem powierzchni na miejscu 1058.).